# Linnémedaljen
Linnémedaljen är benämning på olika medaljer, vilka utdelas av Kungliga Vetenskapsakademien i Stockholm. 
Den äldre Linnémedaljen i guld (av 8:e storleken) slogs 1764 över Carl von Linné och utdelas såsom belöning för förtjänster om Vetenskapsakademien eller under dess inseende stående institutioner. I silver kan medaljen utdelas åt person, som i avsevärd, om än mindre grad gagnat den naturhistoriska forskningen eller eljest främjat Vetenskapsakademiens och Naturhistoriska riksmuseets ändamål och intressen.
Den stora Linnémedaljen i guld (av 21:a storleken) lät Vetenskapsakademien prägla till firande av tvåhundraårsminnet av Linnés födelse och utdelades för första gången vid jubileumshögtidligheten den 24 maj 1907. Denna skulle vart tredje år, efter förslag omväxlande av de svenska ledamöterna i den 6:e och 7:e klassen, tilldelas en synnerligen högt förtjänt forskare, svensk eller utlänning, inom något av de områden, som tillhör dessa klasser.

## Mottagare av stora Linnémedaljen i guld
- 1907 – Joseph Dalton Hooker
- 1912 – Gustaf Retzius
- 1915 – Adolf Engler
- 1922 – Eugen Warming
- 1926 – Max Weber
- 1930 – Hugo de Vries
- 1939 – Herman Nilsson-Ehle
- 1966 – Mårten Sjöbeck [1]
- 1984 - Lars Brundin[2]
- 2007 – Mats Thulin [3]
- 2014 – Else Marie Friis [4]